# Pintura d'acció
La pintura d'acció és un gènere artístic dintre de les arts plàstiques i vinculat a l'art d'acció que va sorgir especialment a partir dels anys seixanta del segle xx, dintre de la pintura no figurativa, i que valora més l'acció i el gest de pintar que el resultat final de l'obra pictòrica acabada.
Intenta expressar mitjançant el color i la matèria del quadre, sensacions com ara el moviment, la velocitat, l'energia. Valora l'espontaneïtat i la intensitat, si cal usant el color i els materials no específicament pictòrics, com sorra o filferro, per aconseguir una superfície del quadre peculiar.
És un clar precedent del happening i de transcendent influència a les arts escèniques contemporànies. Un exemple de pintor d'acció va ser l'estatunidenc Jackson Pollock, que deixava caure pintura a l'atzar sobre grans superfícies blanques. La pintura d'acció va ser la tendència que més va influir la segona generació de l'expressionisme abstracte i a molts pintors contemporanis europeus.

## Etimologia
Amb aquest nom es coneix també al corrent pictòric abstracte de caràcter gestual que van adoptar diversos membres de l'escola dels Estats Units de l'expressionisme abstracte que fan pintura d'acció. Encara que el terme «pintura d'acció» (en anglès, action painting) va ser utilitzat pel crític Harold Rosenberg el 1952, aquest ja s'havia utilitzat anteriorment.

## Descripció
Des del punt de vista tècnic, consisteix a esquitxar amb pintura la superfície d'un llenç de manera espontània i enèrgica, és a dir, sense un esquema prefixat, de manera que aquest es converteixi en un «espai d'acció» i no a la mera reproducció de la realitat. De vegades s'utilitza incorrectament com a sinònim del mateix expressionisme abstracte, encara que molts dels artistes pertanyents a aquesta escola mai no van emprar la mencionada tècnica.
En aquesta tècnica, el principal element és l'acció o moviment per part del pintor amb relació a l'aspecte físic de la pintura, alhora amb la superfície on treballa, per aquesta raó la principal pintura a utilitzar en aquesta tècnica és la pintura acrílica. La pintura és vessada de forma sistemàtica, ingènua o espontània per part de l'artista, quan va creant la seva obra i així plasma les seves idees i conceptes abstractes en gran part, a causa del resultat per tant de la tècnica. Amb la pintura acrílica és molt pràctica la forma d'acció, deixant caure o degotar el líquid de cada color sobre la superfície.

## Autors

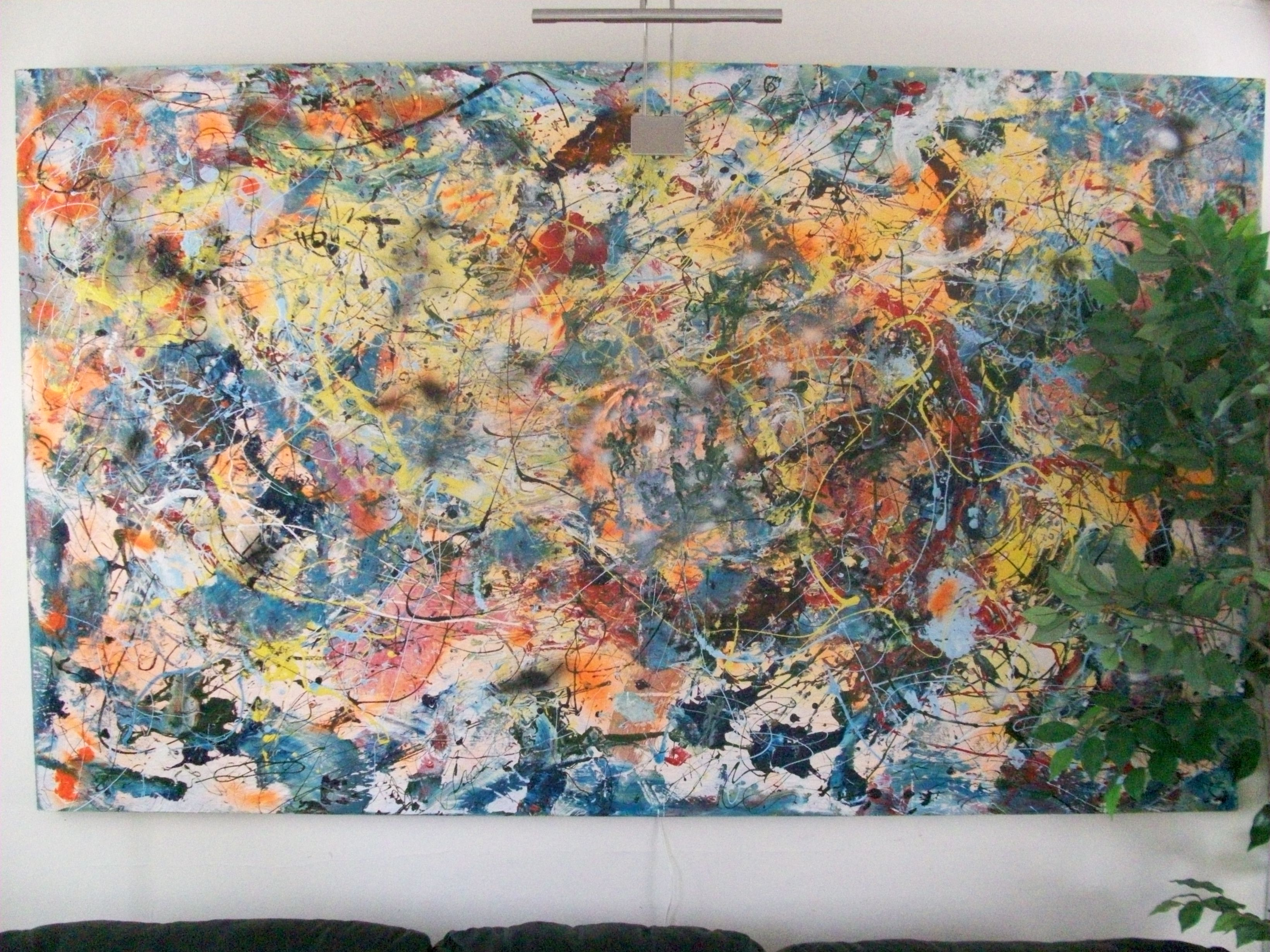
Aspecte de la tècnica del degotament a una pintura de Pollock

El pintor per antonomàsia fou Jackson Pollock (1912-1956). Va destacar especialment en l'ús del dripping, és a dir, el degotament de la pintura com a tècnica, i que després va allargar la pintura d'acció al moviment d'expressionisme abstracte.
També hi va haver d'altres artistes que van treballar en aquesta mateixa línia, destacadament Willem de Kooning i Franz Kline, amb pintures abstractes i vigoroses. Willem de Kooning (1904-1997) va realitzar obres més figuratives que les de Pollock, estant una cosa intermèdia entre la figuració i l'abstracció, gestual i representativa a la vegada. La seva sèrie d'obres més conegudes Dones, fou iniciada el 1950.

## Pintura d'acció i surrealisme
La pintura d'acció té els seus orígens a les creacions automàtiques dels surrealistes; per exemple, els dibuixos i pintures de sorra d'André Masson. Tanmateix, la diferència real entre tots dos moviments no és tant la tècnica com el plantejament inicial: sota la influència de la psicologia freudiana, els realistes mantenien que l'art automàtic era capaç de desblocar i posar de manifest la ment inconscient.